# Rasmus Dahlin
Erik Rasmus Dalin, född 13 april 2000 i Tengene församling, Västra Götalands län, är en svensk professionell ishockeyspelare som spelar för Buffalo Sabres i NHL.
Han har tidigare spelat för  Frölunda HC i SHL och HC Lidköping Red Roosters i Hockeytrean.

## Klubblagskarriär

### SHL

#### Frölunda HC
Dahlin gjorde sitt första SHL-mål i sin sjätte match den 12 november 2016 i en match mot Karlskrona HK.
8 mars 2018 blev Dahlin med sin 19:e poäng för säsongen den U18-back som gjort flest poäng under en SHL-säsong. Totalt hann det bli 23 poäng (8 mål, 15 assists) och 67 matcher i SHL innan 18-årsdagen. Ingen annan back har spelat fler SHL-matcher som U18-junior.

### NHL

#### Buffalo Sabres
Dahlin valdes som 1:a totalt i NHL-draften 2018 av Buffalo Sabres som första svenska draftetta sedan Mats Sundin 1989.
Han skrev på ett treårigt entry level-kontrakt med Buffalo Sabres den 9 juli 2018, till ett värde av 2,775 miljoner dollar.
Dahlins första NHL-poäng kom i fjärde matchen, när han assisterade till Buffalos enda mål i en 1-6-förlust hemma mot Colorado Avalanche. Han var då 18 år och 181 dagar, och blev därmed den näst yngsta Buffalo-spelaren att noteras för en poäng i NHL. Den enda som varit yngre än Dahlin och svarat för en poäng i Buffalos tröja är den spelare som klubben dessförinnan valde som första spelare i draften, Pierre Turgeon 1987 (som var 18 år och 45 dagar gammal när han registrerade en assist för Buffalo i 6-5-segern mot Washington Capitals den 11 oktober 1987).
Till slut mäktade Dahlin under sin rookiesäsong med 44 poäng (9 mål, 35 assists) på 82 matcher. Han blev därmed den poängmässigt näst bäste 18-årige backen i NHL:s historia, då endast Dahlins dåvarande coach Phil Housley har gjort fler poäng (57) innan denne fyllde 19 år. Trea på motsvarande lista är legenden Bobby Orr som gjorde 38 poäng (varav 13 mål) som 18-åring och totalt 41 poäng på 61 matcher som rookie. Dahlin är därmed också den andre backen i NHL-historien att göra mer än 25 assists innan sin 19-årsdag. Fyra av Dahlins mål var matchavgörande - en fördubbling av det tidigare rekordet för 18-åriga NHL-backar. Vidare gjorde Dahlin minst två poäng (s.k. multi-point game) i åtta matcher - en tangering av Orrs rookiesäsong, och bara Housley hade lyckats bättre genom att göra detta 13 gånger innan han fyllt 19 år. Dahlin tangerade även rekordet för längsta poängsviten i NHL:s historia för en 18-årig back, då han gjorde poäng fem matcher i rad – en bedrift bara Housley, Orr och Aaron Ekblad klarat av tidigare. Fem av Dahlins nio mål tillkom i powerplay, då Dahlin redan under sin rookiesäsong blev lagets offensive försteback. Sett till svenska NHL-backar har endast Nicklas Lidström och Stefan Persson gjort fler poäng som rookies, men de var då 21 respektive 23 år gamla. Efter säsongen nominerades Dahlin till Calder Trophy som ligans bästa nykomling och tog därtill plats i ligans Rookie All Star Team.
Poängproduktionen fortsatte under de följande säsongerna men det stora genombrottet dröjde till 2021/22 då Dahlin efter en trevande start på säsongen kom att tillhöra ligans poängbästa backar genom totalt 53 poäng (13 mål, 40 assists) på 80 matcher och även (ännu 21 år gammal) fick spela sin första All Star-match, där han noterade både mål och assist.
Säsongen 2022/23 inledde Dahlin med att göra mål i fem matcher på raken, vilket innebar nytt NHL-rekord för backar - tidigare hade backar som mest gjort mål tre matcher i rad i början av en säsong. Det innebar även nytt klubbrekord för ingen tidigare Buffalo-back hade någon gång under säsongen gjort mål fem matcher i rad (det tidigare rekordet hade Housley med fyra matcher i rad 22-30 november 1988). Till följd av de många målen på kort tid valdes Dahlin också till Veckans spelare i NHL. Totalt blev det 73 poäng (15 mål, 58 assists) på 78 matcher, varmed Dahlin blev historiens femte poängbäste svenske NHL-back under en säsong (efter Erik Karlsson, Victor Hedman, Nicklas Lidström och Börje Salming) och än en gång fick spela All Star-match.
Säsongen 2023/24 noterade Dahlin 59 poäng (20 mål, 39 assists) på 81 matcher. Bland svenska backar har endast Erik Karlsson och Oliver Ekman-Larsson noterat fler mål under en NHL-säsong.

## Landslagskarriär
Dahlin deltog vid juniorvärldsmästerskapet i ishockey 2017 och blev vid premiärmatchen den yngste svenska JVM-spelaren någonsin.
Vid juniorvärldsmästerskapet i ishockey 2018 utsågs Dahlin till turneringens bäste back och togs även ut i turneringens All Star-lag efter sina sex assistpoäng på sju matcher. Han var med det en viktig kugge i det svenska juniorlandslag som lämnade turneringen som silvermedaljörer.
I januari 2018 blev Dahlin uttagen till OS och blev därmed med sina 17 år den yngste svenske herrhockeyspelaren någonsin i ett OS. Väl på plats i Pyeongchang gick det dock tuffare. Av de fyra matcher Tre Kronor spelade under Rikard Grönborg fick Dahlin endast byta om i två. Han gjorde allt som allt tolv byten med en total speltid i turneringen på 7 minuter, 35 sekunder. I kvartsfinalen mot Tyskland noterade han en assist på Anton Landers reduceringsmål till 1-2 men Sverige förlorade matchen i förlängningen och åkte därmed ur turneringen.
Efter att ha tackat nej till VM-medverkan alla tidigare gånger han varit aktuell (2018, 2019 och 2021) medverkade Dahlin i VM 2022 och var med sina 7 poäng (2 mål, 5 assists) på 8 matcher en av Tre Kronors framträdande spelare. Sverige åkte dock ut redan i kvartsfinal mot Kanada som under tredje perioden vände ett 0-3-underläge och sedan vann i förlängningen.
Två år senare, i VM 2024, var Dahlin åter med i den svenska VM-truppen och noterades för 9 poäng (2 mål, 7 assists) på 10 matcher. Turneringen slutade med brons för svensk del.

## Spelarstatistik
| 2013–14    | HC Lidköping U16 | U16 Division 1  | 7  | 1  | 2  | 3  | 45 | —  | — | — | — | — |
|            | HC Lidköping U16 | U16 Division 2  | 13 | 8  | 15 | 23 | 16 | —  | — | — | — | — |
| 2014–15    | HC Lidköping     | Hockeytrean     | 10 | 1  | 5  | 6  | 0  | —  | — | — | — | — |
|            | HC Lidköping J18 | J18 Division 1  | 18 | 12 | 14 | 26 | 44 | —  | — | — | — | — |
|            | HC Lidköping U16 | U16 Division 1  | 15 | 19 | 29 | 48 | 32 | —  | — | — | — | — |
|            | HC Lidköping U16 | U16 Division 2  | 5  | 27 | 9  | 36 | 6  | —  | — | — | — | — |
| 2015–16    | Frölunda HC J20  | J20 SuperElit   | 1  | 0  | 0  | 0  | 0  | —  | — | — | — | — |
|            | Frölunda HC J18  | J18 Elit        | 16 | 5  | 7  | 12 | 12 | —  | — | — | — | — |
|            | Frölunda HC J18  | J18 Allsvenskan | 17 | 3  | 8  | 11 | 12 | 6  | 0 | 3 | 3 | 2 |
|            | Frölunda HC U16  | U16 Elit        | 3  | 0  | 0  | 0  | 4  | —  | — | — | — | — |
|            | Frölunda HC U16  | U16 SM          | 2  | 0  | 1  | 1  | 6  | —  | — | — | — | — |
| 2016–17    | Frölunda HC      | SHL             | 26 | 1  | 2  | 3  | 6  | 14 | 3 | 2 | 5 | 2 |
|            | Frölunda HC J20  | J20 SuperElit   | 24 | 9  | 13 | 22 | 74 | 1  | 0 | 0 | 0 | 0 |
|            | Frölunda HC J18  | J18 Elit        | 1  | 3  | 1  | 4  | 0  | —  | — | — | — | — |
| 2017–18    | Frölunda HC      | SHL             | 41 | 7  | 13 | 20 | 20 | 6  | 1 | 2 | 3 | 2 |
|            | Frölunda HC J20  | SuperElit       | 1  | 1  | 1  | 2  | 0  | —  | — | — | — | — |
| 2018–19    | Buffalo Sabres   | NHL             | 82 | 9  | 35 | 44 | 34 | —  | — | — | — | — |
| NHL totalt | NHL totalt       | NHL totalt      | 82 | 9  | 35 | 44 | 34 | —  | — | — | — | — |
| SHL totalt | SHL totalt       | SHL totalt      | 67 | 8  | 15 | 23 | 26 | 20 | 4 | 4 | 8 | 4 |